# مبرهنة ستوكس المعممة
في حساب المتجهات وعلم الهندسة التفاضلية، مبرهنة ستوكس المعممة (بالإنجليزية: Generalized Stokes theorem) أو مبرهنة ستوكس-كارتان، هي نص حول تكامل الصور التفاضلية على المشعبات، والذي يبسط ويعمم العديد من المبرهنات من حساب المتجهات. تنص مبرهنة ستوكس المعممة على أن تكامل الصورة التفاضلية ω على حدود بعض المشعب الموجه يساوي تكامل مشتقها الخارجي dω على كامل i، أي
{\displaystyle \int _{\partial \Omega }\omega =\int _{\Omega }d\omega \,.}
مبرهنة ستوكس المعممة في شكلها الحديث صاغها إيلي كارتن في عام 1945، بعد العمل السابق على تعميم مبرهنات حساب المتجهات من قبل فيتو فولتيرا، وإدوارد غورسا، وهنري بوانكاريه.
هذا الشكل الحديث لمبرهنة ستوكس المعممة هو تعميم واسع للنتيجة الكلاسيكية التي أبلغها لورد كلفن إلى جورج ستوكس في رسالة بتاريخ 2 يوليو 2 يوليو 1850. وضع ستوكس المبرهنة كسؤال في امتحان جائزة سميث [الإنجليزية] 1854، مما أدى إلى النتيجة التي تحمل اسمه. تم نشره لأول مرة من قبل هيرمان هانكل في 1861. ترتبط مبرهنة ستوكس الكلاسيكية هذه بالتكامل السطحي لدوران حقل متجهي F على سطح (أي، تدفق دوران F) في فضاء إقليدي ثلاثي الأبعاد إلى تكامل خطي للحقل المتجهي على حدوده (المعروف أيضًا باسم «التكامل العروي»)
التفسير الرياضياتي:
ليكن γ: [a, b] → R2 منحنى مستوي جورداني ناعم متعدد التعريف. تستلزم مبرهنة منحنى جوردان بأن γ يقسم R2 إلى مركبتين، أحدهما متراص والآخر غير متراص. ليكن يشير إلى الجزء المتراص المحدود من قبل γ ونفترض أن ψ: D → R3 ناعم، مع S := ψ(D). إذا كانت Γ المنحنى الفضائي المعرف بـ Γ(t) = ψ(γ(t)) و F حقل متجهي ناعم على R3، إذن:
{\displaystyle \oint _{\Gamma }\mathbf {F} \,\cdot \,d{\mathbf {\Gamma } }=\iint _{S}\nabla \times \mathbf {F} \,\cdot \,d\mathbf {S} }
حيث يشير {\displaystyle \nabla \times } إلى المؤثر التفاضلي «دوران».
هذا البيان الكلاسيكي، إلى جانب مبرهنة التباعد الكلاسيكية، والمبرهنة الأساسية للتفاضل والتكامل، ومبرهنة غرين هي ببساطة حالات خاصة من الصيغة العامة المذكورة أعلاه.

## هوامش
1. ↑  γ و Γ كلاهما عُرْوات (loops)، ومع ذلك، Γ ليس بالضرورة منحنى جوردان